# Mehdi Khalsi
Mehdi Khalsi (ur. 6 czerwca 1986 w Meknes) – marokański bokser. Startował podczas Letnich Igrzysk Olimpijskich w 2008 i 2012 roku.
Debiutował na  Letnich Igrzyskach Olimpijskich w 2008 roku w Pekinie, gdzie przegrał w rundzie 1/32 z Dilshod Mahmudov 3:11.
Podczas Letnich Igrzysk Olimpijskich w 2012 roku w Londynie przegrał w pierwszej rundzie z Yasuhiro Suzuki 13:14.

## Osiągnięcia i występy
- Letnie Igrzyska Olimpijskie 2008 – odpadł w pierwszej rundzie
- Igrzyska Śródziemnomorskie 2009 – 2. miejsce w boksie 69 kg
- Letnie Igrzyska Olimpijskie 2012 – odpadł w pierwszej rundzie